# Puig Balcó
El Puig Balcó és una muntanya de 164 metres que es troba al municipi de Pontós, a la comarca catalana de l'Alt Empordà.